# BBC Entertainment
BBC Entertainment – kanał telewizyjny o profilu filmowo-rozrywkowym należący do spółki BBC Worldwide, komercyjnego skrzydła BBC. Stacja emituje głównie brytyjskie seriale, filmy, teleturnieje i inne programy rozrywkowe produkcji BBC oraz NBCUniversal, z którym w czerwcu 2009 podpisała umowę o rozpowszechnianiu na antenie również produkcji NBC.

## Emisja
Kanał rozpoczął emisję 8 października 2006, debiutując na rynkach azjatyckich, gdzie zastąpił wycofywany z rynku BBC Prime. Przez następne lata BBC Entertainment sukcesywnie zastępował starą markę w kolejnych krajach i 11 listopada 2009 BBC Entertainment stało się jedynym z kanałów BBC Worldwide oferowanych na całym świecie. Przejął on rolę BBC Prime, który został zlikwidowany.
2 grudnia 2007 roku kanał zadebiutował w Polsce wraz z BBC Knowledge, BBC Lifestyle oraz CBeebies i do 1 lutego 2011 roku dostępny był na wyłączność w Cyfrowym Polsacie. Kanał nadawany był w pełnej polskiej oraz angielskiej wersji językowej. BBC Entertainment oferował różnorodne bloki tematyczne, w których nadawane były wybrane programy, między innymi brytyjskie filmy, seriale, programy dokumentalne, kulinarne, lifestylowe i inne. 1 lutego 2015 roku BBC Entertaimnent został zastąpiony w Polsce przez BBC Brit.

## Wybrane programy BBC Entertainment
- Absolutnie fantastyczne
- ’Allo ’Allo!
- Biuro (brytyjski serial telewizyjny)
- Billy Elliot
- Budząc zmarłych
- Był sobie chłopiec
- Co ludzie powiedzą?
- Czarna Żmija
- Cztery wesela i pogrzeb
- Derren Brown
- Doktor Who
- Domy – ekstremalne metamorfozy
- Dziennik Bridget Jones
- Hotel Babylon
- Jaś Fasola: Nadciąga totalny kataklizm
- Jaś Fasola (serial animowany)
- Johnny English
- Jonathan Creek
- Milczący świadek
- Najsłabsze ogniwo
- Notting Hill
- Nowe triki
- Płytki grób
- Prawdziwe przekręty
- Robin Hood
- Sexy Beast
- Sherlock
- Świnka Chudzinka
- Sześcian
- Tajniacy
- Taniec z gwiazdami
- Top Gear
- Torchwood
- Totalna rozgrywka
- Trainspotting
- Zabójcza piękność